# Litro

Cubo de 10 cm x 10 cm x 10 cm (1 litro)

El litro (símbolos L o l) es una unidad de volumen del sistema métrico decimal, aceptada por el SI, igual a 1 decímetro cúbico (dm³), 1000 centímetros cúbicos (cm³) o 1/1000 metros cúbicos. Un decímetro cúbico (o litro) ocupa un volumen de 10 cm × 10 cm × 10 cm (véase la figura) y, por tanto, es igual a una milésima de un metro cúbico.
El sistema métrico francés original usaba el litro como unidad base. La palabra litro se deriva de una unidad francesa más antigua, el litron, cuyo nombre proviene del griego, (donde era una unidad de peso, no de volumen) a través del latín, y que equivalía a aproximadamente 0,831 litros. El litro también se usó en varias versiones posteriores del sistema métrico y se acepta para su uso con el SI, aunque no sea una unidad del SI, ya que la unidad de volumen del SI es el metro cúbico (m³).
Un litro de agua líquida tiene una masa de casi exactamente un kilogramo, porque el kilogramo se definió originalmente en 1795 como la masa de un decímetro cúbico de agua a la temperatura de fusión del hielo. Las redefiniciones posteriores del metro y el kilogramo suponen que esta relación ya no es exacta.

## Definición

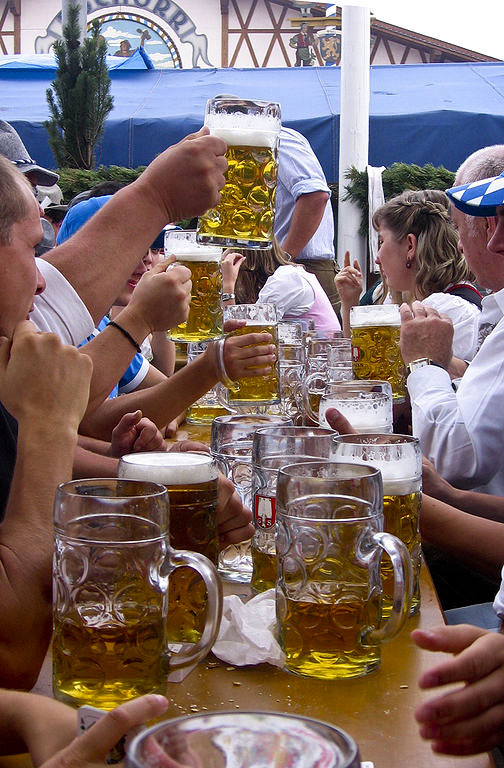
Maßkrüge, jarras de cerveza de un litro, durante el Oktoberfest 2006 en Alemania

Un litro se define como un nombre especial para el decímetro cúbico o 10 centímetros × 10 centímetros × 10 centímetros, (1  L ≡ 1 dm³ ≡ 1000 cm³). Por lo tanto 1 L ≡ 0,001 m³ ≡ 1000 cm³, y 1  m³ (es decir, un metro cúbico, que es la unidad SI para el volumen) es exactamente 1000 L.
Desde 1901 hasta 1964, el litro se definió como el volumen de un kilogramo de agua pura a su densidad máxima y presión estándar. El kilogramo se especificaba a su vez como la masa de un cilindro de platino/iridio que se conserva en Sèvres, en Francia, y se suponía que tenía la misma masa que un litro de agua, como se ha mencionado anteriormente. Posteriormente, se descubrió que el cilindro era aproximadamente 28 partes por millón mayor y, por lo tanto, durante este tiempo, un litro era aproximadamente 1,000028 dm³. Además, la relación masa-volumen del agua (como la de cualquier fluido) depende de la temperatura, la presión, la pureza y la uniformidad isotópica. En 1964, se abandonó la definición de litro que se refería a la masa en favor de la actual. Aunque el litro no es una unidad SI, es aceptado por el CGPM (el organismo normalizador que define el SI) para su uso con el SI, por lo que también define el litro y sus símbolos aceptables.
Un litro es igual en volumen al miliestéreo, una unidad métrica no-SI obsoleta, usada habitualmente para medir áridos.

## Explicación
Los litros se usan más comúnmente para productos (fluidos y sólidos que pueden verterse) que se miden por la capacidad o el tamaño de su contenedor, mientras que los metros cúbicos (y las unidades derivadas) se usan más comúnmente para artículos medidos por sus dimensiones o sus desplazamientos. El litro también se usa en algunas mediciones calculadas, como la densidad (kg/L), que permite una fácil comparación con la densidad del agua.
Un litro de agua tiene una masa de casi exactamente un kilogramo cuando se mide a su densidad máxima, que se produce a aproximadamente 4 °C. Del mismo modo: un mililitro (1 ml) de agua tiene una masa de aproximadamente 1 g; 1000 litros de agua tienen una masa de unos 1000 kg (1 tonelada). Esta relación se mantiene porque el gramo se definió originalmente como la masa de 1 mL de agua; sin embargo, esta definición se abandonó en 1799 porque la densidad del agua cambia con la temperatura y, muy ligeramente, con la presión.
Ahora se sabe que la densidad del agua también depende de las relaciones isotópicas de los átomos de oxígeno e hidrógeno en una muestra particular. Las mediciones modernas del agua de océano media normalizada de Viena, que es agua destilada pura con una composición isotópica representativa de la media de los océanos del mundo, muestran que tiene una densidad de 0,999975 ± 0,000001 kg/L en su punto de máxima densidad (3,984 °C) bajo una atmósfera estándar (760 Torr, 101,325 kPa) de presión.

## Prefijos del SI aplicados al litro
El litro puede ser usado con cualquier prefijo del SI. El más frecuentemente usado es el mililitro, definido como la milésima parte del litro (un centímetro cúbico) o el hectolitro (cien litros) usado por los cosecheros de vino o de producción industrial de cerveza. Otras unidades pueden verse en la tabla, las más frecuentes en negrita.
| Submúltiplos                                               | Submúltiplos | Submúltiplos |        | Múltiplos | Múltiplos   | Múltiplos |
| Valor                                                      | Símbolo      | Nombre       | Valor  | Símbolo   | Nombre      |           |
| 10−1 L                                                     | dL           | decilitro    | 101 L  | daL       | decalitro   |           |
| 10−2 L                                                     | cL           | centilitro   | 102 L  | hL        | hectolitro  |           |
| 10−3 L                                                     | mL           | mililitro    | 103 L  | kL        | kilolitro   |           |
| 10−6 L                                                     | µL           | microlitro   | 106 L  | ML        | megalitro   |           |
| 10−9 L                                                     | nL           | nanolitro    | 109 L  | GL        | gigalitro   |           |
| 10−12 L                                                    | pL           | picolitro    | 1012 L | TL        | teralitro   |           |
| 10−15 L                                                    | fL           | femtolitro   | 1015 L | PL        | petalitro   |           |
| 10−18 L                                                    | aL           | attolitro    | 1018 L | EL        | exalitro    |           |
| 10−21 L                                                    | zL           | zeptolitro   | 1021 L | ZL        | zettalitro  |           |
| 10−24 L                                                    | yL           | yoctolitro   | 1024 L | YL        | yottalitro  |           |
| 10−27 L                                                    | rL           | rontolitro   | 1027 L | RL        | ronnalitro  |           |
| 10−30 L                                                    | qL           | quectolitro  | 1030 L | QL        | quettalitro |           |
| Los múltiplos y submúltiplos más comunes están en negrita. |              |              |        |           |             |           |

## Conversión a unidades no métricas
| Unidad métrica | Valor aproximado  | Unidad no métrica         | Sistema  | Unidad no métrica       | Equivalente métrico   |
| 1 L            | ≈ 0,879 876 99    | quart                     | Imperial | 1 quart                 | ≡ 1,136 522 5 L       |
| 1 L            | ≈ 1,056 688       | quarts fluidos            | U.S.     | 1 quart fluido          | ≡ 0,946 352 946 L     |
| 1 L            | ≈ 1,759 753 26    | pintas                    | Imperial | 1 pinta                 | ≡ 0,568 261 25 L      |
| 1 L            | ≈ 2,113 376 41    | pintas fluidas            | U.S.     | 1 pinta fluida          | ≡ 0,473 176 473 L     |
| 1 L            | ≈ 0,219 97        | galón                     | Imperial | 1 galón                 | ≡ 4,546 09 L          |
| 1 L            | ≈ 0,264 172 052 3 | galón líquido             | U.S.     | 1 galón líquido         | ≡ 3,785 411 784 L     |
| 1 L            | ≈ 0,035 314 666 7 | pie cúbico                |          | 1 pie cúbico            | ≡ 28,316 846 592 L    |
| 1 L            | ≈ 61,023 744 1    | pulgada cúbica            |          | 1 pulgada cúbica        | ≡ 0,016 387 064 L     |
| 1 L            | ≈ 35,195 0        | onza líquida              | Imperial | 1 onza líquida          | ≡ 28,413 062 5 mL     |
| 1 L            | ≈ 33,814 0        | onzas líquidas habituales | U.S.     | 1 onza líquida habitual | ≡ 29,573 529 562 5 mL |

## Equivalencias

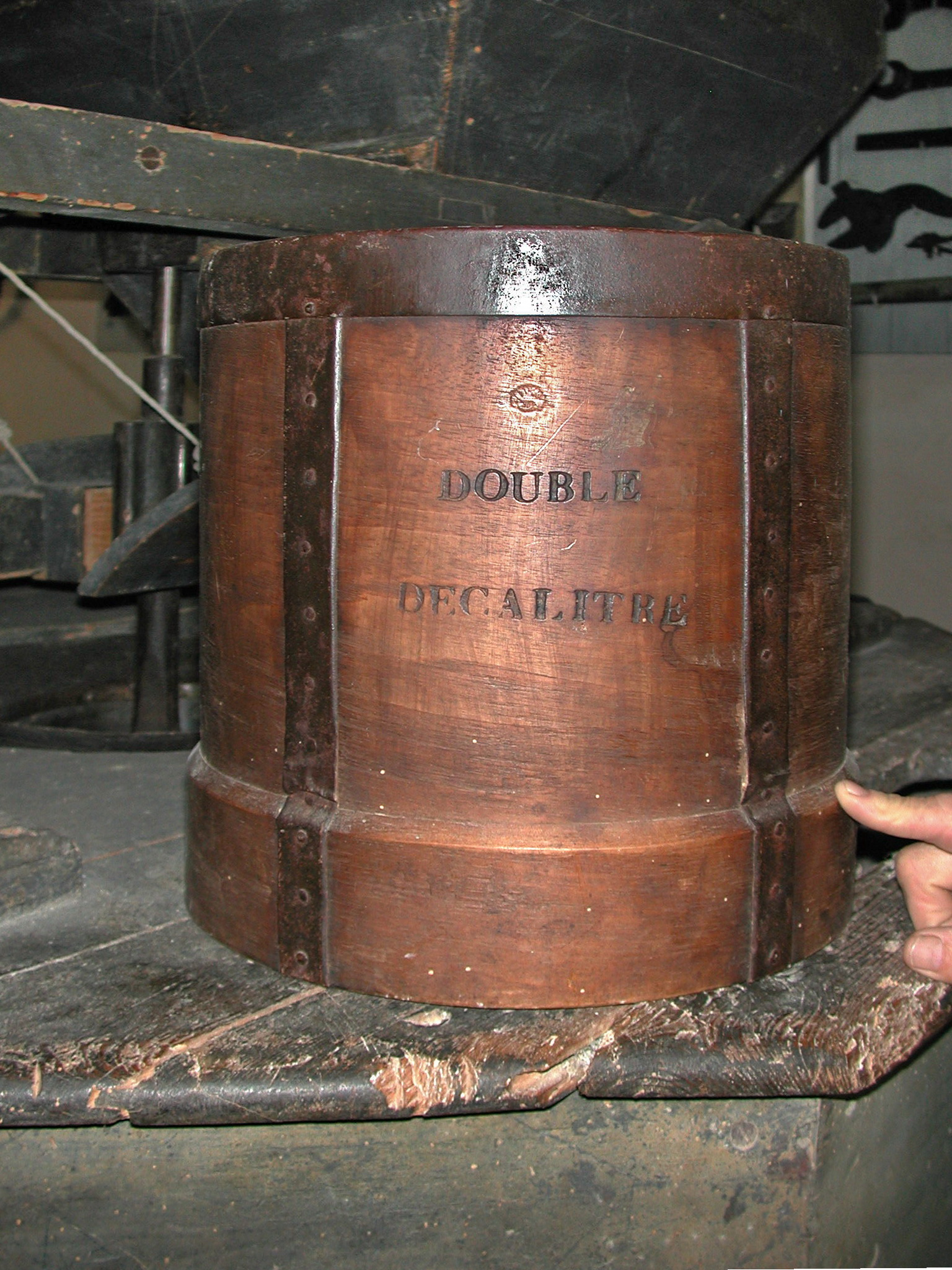
Doble decalitro (20 litros).

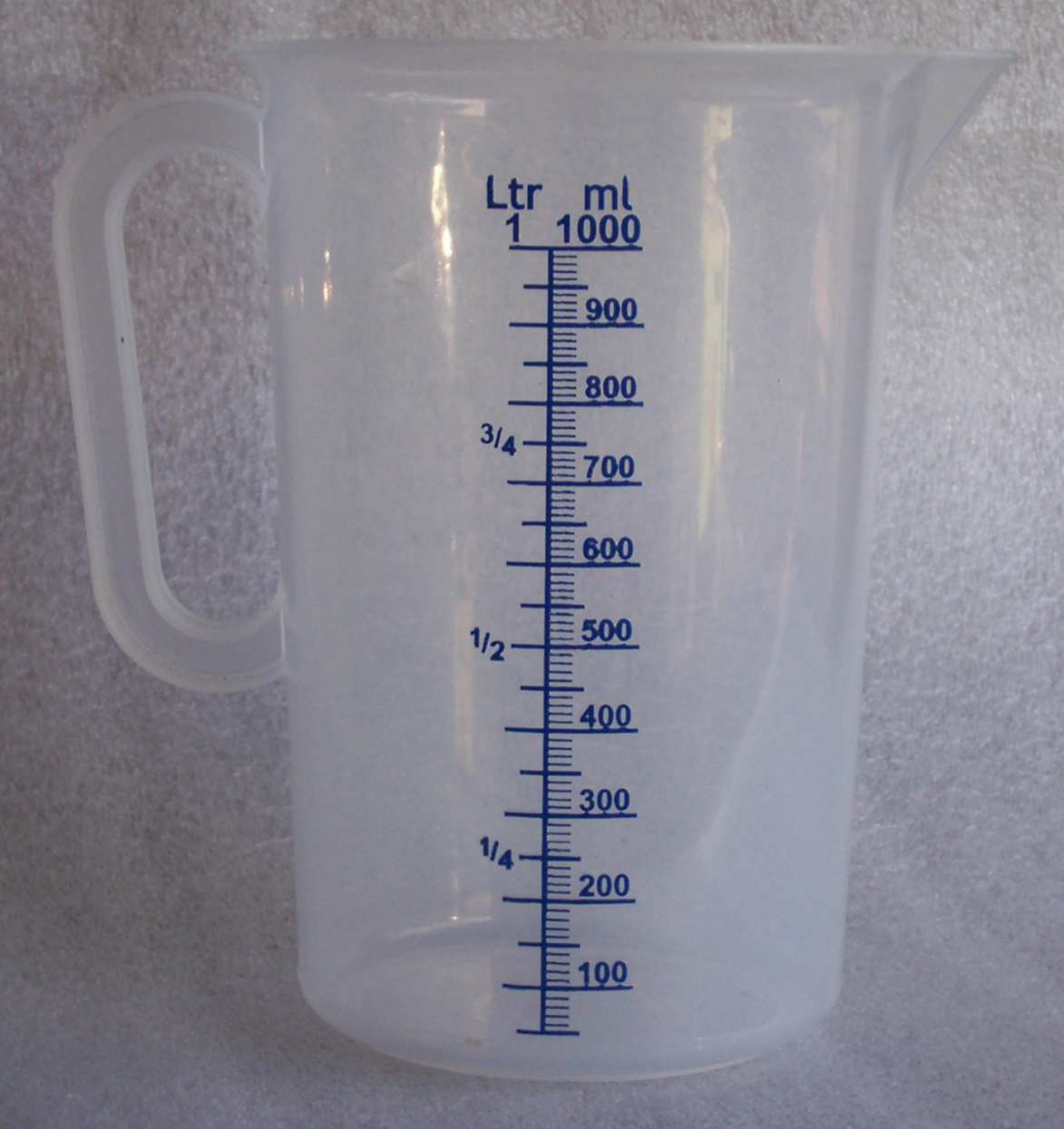
Vaso medidor con equivalencia entre litro (marcado "Ltr") y mililitros ("ml").

- 1000 mL

- 100 cL

- 10 dL

- 0,1 daL

- 0,01 hL

- 0,001 kL

### Unidades derivadas
- Para medir el  caudal de líquidos y gases se utilizan las siguientes unidades: litro por segundo (l/s), litro por minuto (l / min), litro por hora (l / h), así como los correspondientes múltiplos y submúltiplos.
- Para medir la densidad y el contenido (concentración de masa) de las sustancias, se utilizan unidades: gramo por litro, kilogramo por litro, miligramo por litro y similares.
- Para medir la densidad molar y la concentración molar de las sustancias, se utilizan unidades: mol por litro (mol / l), micromol / litro y similares.
- Para medir la concentración volumétrica de partículas, se utilizan un litro recíproco (l -1 ) y derivados (ml -1 , μl -1 y similares). Entonces, una concentración de volumen de 100 μl −1 significa que 1 microlitro de cualquier volumen contiene, en promedio, 100 partículas.
- Para medir la energía en algunas aplicaciones, se utiliza una unidad de litro-atmósfera, que es igual al trabajo que el pistón de una máquina térmica produce sobre un gas a una presión constante de 1 atmósfera ( 103125 Pa ), comprimiendo el gas con una disminución de volumen en 1 litro. 1 litro-atmósfera (l atm) = 101,325 J .
- Para medir la capacidad de  absorción de los sorbentes , se utiliza la unidad l / l (que expresa la relación entre el volumen de gas absorbido y el volumen del sorbente). Esta unidad se usa a veces para medir la porosidad.
- Para medir el área de superficie específica por unidad de volumen de una sustancia porosa u otro sistema disperso, se utiliza una unidad de m² / l.
- Para medir la radiactividad volumétrica de sustancias (generalmente aire), se utiliza la unidad Bq / l ( becquerel por litro).

### Conversiones aproximadas
Un litro es ligeramente mayor que un «cuarto de galón líquido estadounidense» y ligeramente menor que un «cuarto de galón imperial» o un «cuarto de galón seco estadounidense». Un  mnemotécnico para su volumen en relación con una pinta imperial es "un litro de agua es una pinta y tres cuartos"; esto es muy poco aproximado, ya que un litro es en realidad 1,75975399 pintas.
Un litro es el volumen de un cubo de 10 cm de lado, que es algo menos que un cubo de 4 pulgadas de lado (un tercio de un pie). Un pie cúbico contendría exactamente 27 cubos de este tipo (cuatro pulgadas de lado), por lo que un pie cúbico equivale aproximadamente a 27 litros. Un pie cúbico tiene un volumen exacto de 28,316846592 litros, que es un 4,88% mayor que la aproximación de 27 litros.
Un litro de agua líquida tiene una masa casi exactamente igual a un kilogramo. Una de las primeras definiciones del kilogramo se estableció como la masa de un litro de agua. Como el volumen cambia con la temperatura y la presión, y la presión utiliza unidades de masa, se cambió la definición del kilogramo. A presión estándar, un litro de agua tiene una masa de 0,999975 kg a 4 °C, y 0,997 kg a 25 °C.

## Símbolo
Originalmente, el único símbolo para el litro era l (letra L minúscula), siguiendo la convención del SI de que solo los símbolos de unidad que abrevian el nombre de una persona comienzan con una letra mayúscula. Sin embargo, en muchos países de habla inglesa, la forma más común del dígito árabe 1 manuscrito es simplemente un trazo vertical; es decir, carece del trazo oblicuo agregado en muchas otras culturas. Por lo tanto, el dígito "1" puede confundirse fácilmente con la letra "l". Además, en algunas máquinas de escribir, particularmente las más antiguas, se utilizaba la tecla L minúscula para escribir el número 1. Incluso en algunas fuentes de ordenador, los dos caracteres son apenas distinguibles. Esto causó cierta preocupación, especialmente en la comunidad médica.
Como resultado, se adoptó L (letra L mayúscula ) como símbolo alternativo para el litro en 1979. El Instituto Nacional de Estándares y Tecnología de los Estados Unidos ahora recomienda el uso de la letra L mayúscula, una práctica que también se sigue ampliamente en Canadá y Australia. En estos países, el símbolo L también se usa con prefijos, como en mL y μL, en lugar de los ml y μl tradicionales utilizados en Europa. En el Reino Unido e Irlanda, así como en el resto de Europa, la letra l minúscula se usa junto con los prefijos ( ml y µl ), aunque los litros enteros a menudo se escriben en su totalidad (por lo tanto, «750 ml» en una botella de vino, pero a menudo «1 litro» en un envase de zumo). En 1990, el Comité Internacional de Pesas y Medidas declaró que era demasiado pronto para elegir un solo símbolo para el litro.
Antes de 1979, el símbolo ℓ (l minúscula en cursiva, U+2113), se generalizó en algunos países; por ejemplo, fue recomendado por la publicación M33 del organismo de normalización de Sudáfrica y por Canadá, en la década de 1970. Este símbolo aún puede encontrarse ocasionalmente en algunos países de habla inglesa y europeos como Alemania, y su uso es omnipresente en Japón y Corea del Sur. Las fuentes que incluyen los caracteres CJK, por lo general, incluyen no solo la cursiva ℓ sino también cuatro caracteres precompuestos: ㎕, ㎖, ㎗ y ㎘ (U+3395 a U+3398) para el microlitro, mililitro, decilitro y kilolitro. El uso de estos símbolos en trabajos impresos contradice las recomendaciones publicadas por la Oficina Internacional de Pesas y Medidas a instancias de las principales organizaciones internacionales de normalización (incluidas ISO , NIST , IAU , IUPAC , IUPAP y NPL), que establece que los símbolos de las unidades deben “imprimirse en tipo vertical independientemente del tipo de fuente del texto circundante”.
En 1979, la Conferencia General XVI de Pesos y Medidas adoptó una decisión, según la cual, como excepción, se permite el uso de dos denominaciones diferentes del litro: minúscula l y mayúscula L.
En España el BOE recomienda el uso de la "L" según se indica en la nota de la tabla 6 comenta: “Los dos símbolos «l» minúscula y «L» mayúscula son utilizables para la unidad litro. Se recomienda la utilización de la «L» mayúscula para evitar el riesgo de confusión entre la letra l (ele) y la cifra 1 (uno).”

## Historia
El primer nombre del litro era "cadil"; los patrones se muestran en el Museo de Artes y Oficios de París.
El litro se introdujo en Francia en 1795 como una de las nuevas "unidades de medida republicanas" y se definió como un decímetro cúbico. El decímetro original tenía una longitud de 44,344 lignes, que se revisó en 1798 a 44,3296 lignes. Esto hizo que el litro original 1,000974 decímetros cúbicos de hoy. Fue con este litro como referencia con el que se definió el kilogramo.
En 1879, el CIPM adoptó la definición del litro, con el símbolo l (letra minúscula L).
En 1901, en la 3.ª conferencia del CGPM, el litro se redefinió como el espacio ocupado por 1 kg de agua pura a la temperatura de su densidad máxima (3,98 °C) bajo una presión de 1 atm.
En 1964, en la 12.ª conferencia CGPM, la definición original se revirtió, y así el litro se definió una vez más en relación exacta con el metro, como otro nombre para el decímetro cúbico, es decir, exactamente 1 dm³.
En 1979, en la 16.ª conferencia de la CGPM, se adoptó el símbolo alternativo L (letra mayúscula L).
La abreviatura cc (para centímetro cúbico, igual a un mililitro o mL) es una unidad del sistema CGS, que precedió al sistema MKS, que luego evolucionó hacia el sistema SI. La abreviatura cc todavía se usa comúnmente en muchos campos, incluida la dosificación médica y el tamaño para pequeñas Cilindradas de motores de combustión, como los que se usan en las motocicletas.
El microlitro (μL) ha sido conocido en el pasado como lambda (λ), pero ahora se desaconseja este uso. En el campo médico, el microlitro a veces se abrevia como mcL en los resultados de las pruebas.
En el sistema SI, se prefiere el uso de prefijos para potencias de 1000 y todos los demás múltiplos no se recomiendan. Sin embargo, en los países donde el sistema métrico se estableció mucho antes de la adopción del estándar SI, ya se establecieron otros múltiplos, su uso sigue siendo común. En particular, el uso de los prefijos centi (10 −2 ), deci (10 −1 ), deca (10 +1 ) y hecto (10 +2 ) todavía son comunes. Por ejemplo, en muchos países europeos, el hectolitro es la unidad típica para la producción y exportación de volúmenes de bebidas (leche, cerveza, refrescos, vino, etc.) y para medir el tamaño de las capturas y las cuotas de los barcos de pesca; los decilitros son comunes en Suiza y Escandinavia y algunas veces se encuentran en libros de cocina; los centilitros indican la capacidad de los vasos y de las botellas pequeñas. En neerlandés coloquial en Bélgica, un "vijfentwintiger" y un "drieëndertiger" (literalmente "veintiocho" y "treinta y tres") son los vasos de cerveza comunes, las botellas correspondientes citan 25 cL o 33 cL. Las botellas también pueden ser de 75 cL o "media botella", 37,5 cL para cervezas 'artesanales' o 70  cL para vinos o licores. Las latas vienen en 25 cL, 33 cL y 50 cL.
En los países donde se adoptó el sistema métrico como el sistema de medición oficial después de que se estableció el estándar SI, el uso común sigue más de cerca las convenciones contemporáneas del SI. Por ejemplo, en Canadá, Australia y Nueva Zelanda, las bebidas de consumo se etiquetan casi exclusivamente con litros y mililitros. Los hectolitros a veces aparecen en la industria, pero los centilitros y decilitros rara vez, si es que se usan. Una excepción es la patología, donde, por ejemplo, el nivel de plomo en sangre puede medirse en microgramos por decilitro. Los volúmenes más grandes se dan generalmente en metros cúbicos (equivalente a 1 kL) o miles o millones de metros cúbicos.
Aunque los kilolitros, megalitros y gigalitros se usan comúnmente para medir el consumo de agua, la capacidad de los reservorios y los caudales de los ríos, para volúmenes más grandes de líquidos, como el consumo anual de agua del grifo, camiones cisterna o piscinas, el metro cúbico es la unidad general. Lo mismo para todos los volúmenes de naturaleza no líquida.

## Uso para indicar capacidad
Los campos donde se utilizan el litro y el mililitro como medida para volúmenes no líquidos, donde se indica la capacidad del contenedor, incluyen: 
- Elementos sólidos que se pueden verter y se miden por sus contenedores (como, en muchos lugares, las bayas)
- Tamaño del maletero, en la industria del automóvil[16]
- Mochilas[17]
- Cajas de ordenador[18]
- Hornos de microondas
- Refrigeradores[19]
- Contenedor de reciclaje[20]
- Cilindrada[21]